# Takano Ryo
Ryo Takano (高野 遼 Takano Ryo, sinh ngày 13 tháng 11 năm 1994) là một cầu thủ bóng đá người Nhật Bản. Anh thi đấu cho Ventforet Kofu ở J2 League and is cho mượn từ his parent club, Yokohama F. Marinos.

## Sự nghiệp
Ryo Takano gia nhập câu lạc bộ tại J1 League; Shonan Bellmare năm 2015. Ngày 20 tháng 5 năm anh ra mắt ở J.League Cup (v Matsumoto Yamaga FC). Năm 2016, anh chuyển đến Yokohama F. Marinos.

## Thống kê câu lạc bộ
Cập nhật đến ngày 2 tháng 1 năm 2018.
| Thành tích câu lạc bộ | Thành tích câu lạc bộ | Thành tích câu lạc bộ | Giải vô địch | Giải vô địch | Cúp                   | Cúp                   | Cúp Liên đoàn | Cúp Liên đoàn | Tổng cộng | Tổng cộng |
| Mùa giải              | Câu lạc bộ            | Giải vô địch          | Số trận      | Bàn thắng    | Số trận               | Bàn thắng             | Số trận       | Bàn thắng     | Số trận   | Bàn thắng |
| Nhật Bản              | Nhật Bản              | Nhật Bản              | Giải vô địch | Giải vô địch | Cúp Hoàng đế Nhật Bản | Cúp Hoàng đế Nhật Bản | J. League Cup | J. League Cup | Tổng cộng | Tổng cộng |
| --------------------- | --------------------- | --------------------- | ------------ | ------------ | --------------------- | --------------------- | ------------- | ------------- | --------- | --------- |
| 2015                  | Shonan Bellmare       | J1 League             | 0            | 0            | 0                     | 0                     | 1             | 0             | 1         | 0         |
| 2016                  | Yokohama F. Marinos   | J1 League             | 0            | 0            | 0                     | 0                     | 3             | 0             | 3         | 0         |
| 2017                  | Yokohama F. Marinos   | J1 League             | 0            | 0            | 1                     | 0                     | 4             | 0             | 5         | 0         |
| 2017                  | Ventforet Kofu        | J1 League             | 8            | 1            | -                     | -                     | -             | -             | 8         | 1         |
| 2018                  | Ventforet Kofu        | J2 League             | 0            | 0            | 0                     | 0                     | -             | -             | 0         | 0         |
| Tổng cộng sự nghiệp   | Tổng cộng sự nghiệp   | Tổng cộng sự nghiệp   | 8            | 1            | 1                     | 0                     | 8             | 0             | 17        | 1         |